# Trígono anal
O trígono anal ou triângulo anal é a parte posterior do períneo. Ele contém o canal anal.

## Estrutura
O trígono anal pode ser definido por seus vértices ou por seus lados.
- Vértices
  - ápice do osso cóccix
  - as duas tuberosidades isquiáticas do osso pélvico
- Lados
  - membrana do períneo (posterior)
  - os dois ligamentos sacrotuberais

## Conteúdo
Alguns componentes:
- Fossa isquioanal
- Ligamento sacrotuberal
- Ligamento sacroespinhal
- Nervo pudendo
- Artéria pudenda interna and Veia pudenda interna
- Canal anal
- Músculos
  - Esfíncter externo do ânus
  - Glúteo máximo
  - Obturador interno
  - Levantador do ânus
  - Coccígeo